# 证之于：爱
《证之于：爱》（希伯來語：‎）是以色列作家大卫·格罗斯曼的一部小说，於1986年出版。这也是格罗斯曼在美国出版的第一部小说。埃德蒙·怀特在《纽约时报书评》中将该书与《百年孤独》、《铁皮鼓》相比，将其称为“这种小规模而令人敬畏的经典的杰出继承人”。它被译成20多种语言，并被科里·费希尔改编成舞台剧。
小说分四部分，第一部分“莫米克”讲9岁儿童莫米克发现周期的大人无法从犹太人大屠杀的噩梦中解脱，立志从家中引出那些“纳粹野兽”。第二部分“布鲁诺”中，莫米克已成为39岁的以色列作家，这一部分本身也是莫米克写下的一个故事。莫米克认为“爱征服不了什么”，最终从妻子和情人那里解脱，在一间小屋中孤独创作。布鲁诺是真实存在过的犹太作家，他在二战中被纳粹枪杀。莫米克寻找布鲁诺遗失的手稿《弥赛亚》，在他的想象中，布鲁诺复活并变成一条鱼，与他融合在一起。第三部分“沃瑟曼”叙述莫米克的舅舅沃瑟曼在纳粹集中营中，毒气和枪击都无法令他死亡。德国军官尼格尔让他讲故事以换得死亡的机会，最后被沃瑟曼的故事感染。第四部分“卡齐克生平之百科全书”充满了碎片化叙述，讲述了卡齐克的人生，对前三章的内容加以补充。